# Ponte de Wheatstone

Diagrama do circuito. ' é a resistência desconhecida a ser medida; ' e ' são resistores cujos valores são conhecidos e ' é um potenciômetro. Se a razão no ramo conhecido é igual a razão entre as resistências no outro ramo), então a tensão elétrica entre os dois pontos centrais será nula e nenhuma corrente fluirá entre estes pontos. Neste caso, o Voltímetro ou Galvanômetro deverá mostrar o valor zero (0 volts) e poderemos dizer que o circuito está balanceado.

O circuito de losango ou ponte de Wheatstone é um esquema de montagem de elementos elétricos que permite a medição do valor de uma resistência elétrica desconhecida. Foi desenvolvido por Samuel Hunter Christie em 1833, porém foi Charles Wheatstone quem ficou famoso com a montagem, tendo-o descrito dez anos mais tarde.
A ponte pode estar em equilíbrio ou não: a ponte é considerada equilibrada quando os resistores estão ajustados de maneira que o detector de corrente (amperímetro, galvanômetro) está aferindo uma corrente igual a zero. Desta maneira, é possível descobrir a resistência desconhecida de um resistor através do produto e quociente das resistências conhecidas, tudo o que é necessário é saber o valor de outros 3 resistores para que se descubra a resistência desconhecida.
O uso comum da ponte é na medição de resistência com extrema precisão. Em uma ponte desequilibrada podemos fazer a estabilização quando um dos resistores é variável (como um potenciômetro, por exemplo) e, assim, podemos alterar sua resistência até que não passe corrente pelo medidor. A ponte pode ser usada manualmente ou em versões automatizadas.

## Charles Wheatstone
Sir Charles Wheatstone (6 de fevereiro de 1802, Gloucester, Gloucestershire, Inglaterra - 19 de outubro de 1875, Paris) foi um físico inglês e inventor que popularizou a ponte de Wheatstone, um dispositivo que mede com precisão a resistência elétrica e se tornou muito utilizado em laboratórios.
Wheatstone foi nomeado professor de filosofia experimental do King's College de Londres, em 1834, o mesmo ano em que ele usou um espelho rotativo em um experimento para medir a velocidade de energia elétrica em um condutor. O mesmo espelho rotativo, por sua sugestão, foi mais tarde utilizado em medições da velocidade da luz.
Wheatstone foi também um criptógrafo, e inventou uma máquina chamada The Playfair cipher para criar mensagens secretas indecifráveis. Wheatstone recebeu inúmeras homenagens por suas realizações científicas. Ele se casou em 1847 e teve cinco filhos. Wheatstone foi nomeado cavaleiro em 1868 e morreu em uma visita a Paris em 1875.

## Aplicações
Medição de Resistência (década); Medição de Temperatura (NTC, PTC); Medição de Pressão (Strain Gauge); Medição de Peso (Strain Gauge); LDR (Light Dependent Resistor).
Este tipo de circuito pode ser usado para se determinar a tensão mecânica. Sendo Rx um resistor sensível a compressão e os outros três resistores de valores conhecidos, a força aplicada ao resistor variável será proporcional ao valor da resistência desse resistor.

## Cálculo de um resistor desconhecido
Para calcular o valor da resistência elétrica (dado em Ohms) do resistor desconhecido (Rx), basta ajustar o valor de pelo menos uma das três resistências de forma que o galvanômetro meça 0 Volts, situação na qual a seguinte relação de proporcionalidade é respeitada.
{\displaystyle {\begin{aligned}{\frac {R_{2}}{R_{1}}}={\frac {R_{3}}{R_{x}}}\;\;\Rightarrow \;\;R_{x}={\frac {R_{1}}{R_{2}}}\cdot R_{3}\end{aligned}}}
Uma alternativa para se encontrar o valor da resistência desconhecida {\displaystyle \scriptstyle R_{x}} caso as outras resistências não possam ser ajustadas é utilizar o valor medido pelo galvanômetro para o cálculo da resistência.

## Demonstração

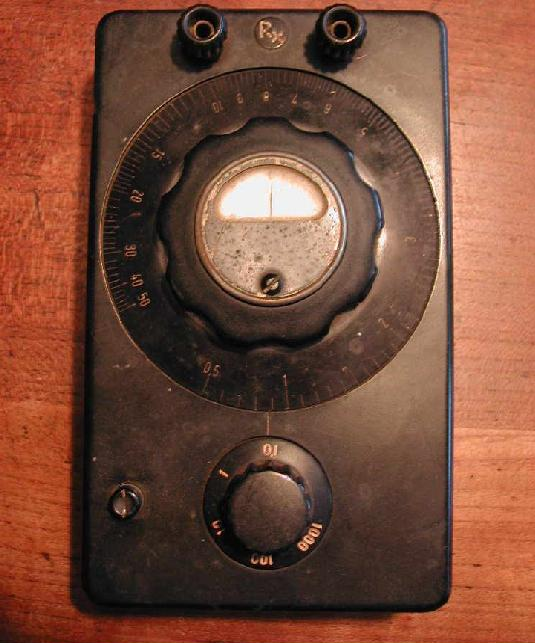
Uma ponte de Wheatstone.

Utilizando a Lei de Kirchhoff das correntes, pode-se encontrar a corrente nos nós B e C:
{\displaystyle {\begin{aligned}I_{k}-I_{3}+I_{G}&=0\\I_{1}-I_{2}-I_{G}&=0\end{aligned}}}
Então, A Lei de Kirchhoff das tensões é utilizada para encontrar a tensão nas malhas ABC e BDC:
{\displaystyle {\begin{aligned}(I_{x}\cdot R_{x})-(I_{G}\cdot R_{G})-(I_{1}\cdot R_{1})&=0\\(I_{3}\cdot R_{3})-(I_{2}\cdot R_{2})+(I_{G}\cdot R_{G})&=0\end{aligned}}}
Quando a ponte está em equilíbrio {\displaystyle I_{G}=0}, logo o segundo conjunto de equações pode ser escrito como:
{\displaystyle {\begin{aligned}I_{x}\cdot R_{x}&=I_{1}\cdot R_{1}\\I_{3}\cdot R_{3}&=I_{2}\cdot R_{2}\end{aligned}}}
Assim, dividindo-se as equações e rearranjando tem-se:
{\displaystyle R_{x}={\dfrac {R_{1}\cdot I_{1}\cdot I_{3}\cdot R_{3}}{R_{2}\cdot I_{2}\cdot I_{x}}}}
Da Lei de Kirchhoff das correntes, {\displaystyle \scriptstyle I_{3}\;=\;I_{x}} e {\displaystyle \scriptstyle I_{1}\;=\;I_{2}}. Desta forma o valor desejado de {\displaystyle \scriptstyle R_{x}} pode ser calculado por:
{\displaystyle R_{x}={\dfrac {R_{1}\cdot R_{3}}{R_{2}}}}
Se os valores de todos os quatro resistores forem conhecidos e o valor da fonte de tensão {\displaystyle \scriptstyle V_{S}} também, além disso a resitência do galvanômetro for grande o suficiente de modo que o valor de {\displaystyle \scriptstyle I_{G}} possa ser desconsiderada, então a tensão no meio da ponte {\displaystyle \scriptstyle V_{G}} pode ser calculada encontrando-se os valores dos divisores de tensão e subtraindo um do outro, resultando na seguinte equação:
{\displaystyle V_{G}=\left({\dfrac {R_{3}}{R_{3}+R_{x}}}-{\dfrac {R_{2}}{R_{1}+R_{2}}}\right)V_{s}}
Onde {\displaystyle \scriptstyle V_{G}} é a tensão entre o nó B  e o nó C.